# Le Sel des larmes
Le Sel des larmes è un film del 2020 diretto da Philippe Garrel.

## Trama
Il film racconta la storia di un giovane, Luc, tra la sua amicizia con suo padre, i suoi studi a Parigi e la sua vita sentimentale, preso da tre storie, con Djemila, Geneviève e infine con Betsy.